# یواس‌اس میندورو (سی‌وی‌ئی-۱۲۰)
یواس‌اس میندورو (سی‌وی‌ئی-۱۲۰) (به انگلیسی: USS Mindoro (CVE-120)) یک کشتی بود که طول آن ۵۵۷ فوت ۱ اینچ (۱۶۹٫۸۰ متر) بود. این کشتی در سال ۱۹۴۵ ساخته شد.